# 유상 (공구사후)
유상(劉賞, ? ~ ?)은 전한 후기의 제후로, 노공왕의 현손이다.

## 생애
오봉 원년(기원전 57년), 아버지 유연수의 뒤를 이어 공구후(公丘侯)에 봉해졌다. 시호를 사(思)라 하였고, 아들 유원이 작위를 이었다.

## 출전
- 반고, 《한서》 권15상 왕자후표 上

| 전임 아버지 공구양후 유연수 | 전한의 공구후 기원전 57년 ~ ? | 후임 아들 유원 |